# Dilek Türker
Dilek Türker (* 3. Februar 1945 in Istanbul) ist eine türkische Theater- und Fernsehschauspielerin, Regisseurin und Theaterleiterin. In Deutschland wurde sie mit der Rolle der Mutter in der TV-Familienserie Unsere Nachbarn, die Baltas (1983) bekannt.

## Leben
Von 1964 bis 1977 gehörte sie zum Ensemble des Theaters in Istanbul und spielte mehrere Hauptrollen. 1978 übersiedelte sie nach Deutschland und erlernte die deutsche Sprache am Goethe-Institut. 13 Jahre lang arbeitete sie an verschiedenen Theaterprojekten. 1978 inszenierte in Köln das Stück Alte Fotos von Dinçer Sümer; 1980 an der Schaubühne am Halleschen Ufer zwei türkische Dramen von Haldun Taner. In der Saison 1984/85 Saison inszenierte sie am Westfälischen Landestheater das Stück Sevdican auf Türkisch und Deutsch. Es wurde in vielen Städten in Deutschland, der Schweiz, den Niederlanden und Österreich gezeigt.
1990 kehrte sie in die Türkei zurück und gründete das Theater Ayna.